# Storia di Potenza
Questa voce tratta della storia di Potenza, dalla fondazione della città ai giorni nostri.

## Età antica
(Andrea Lombardi, La corona di Critonio, 1836)

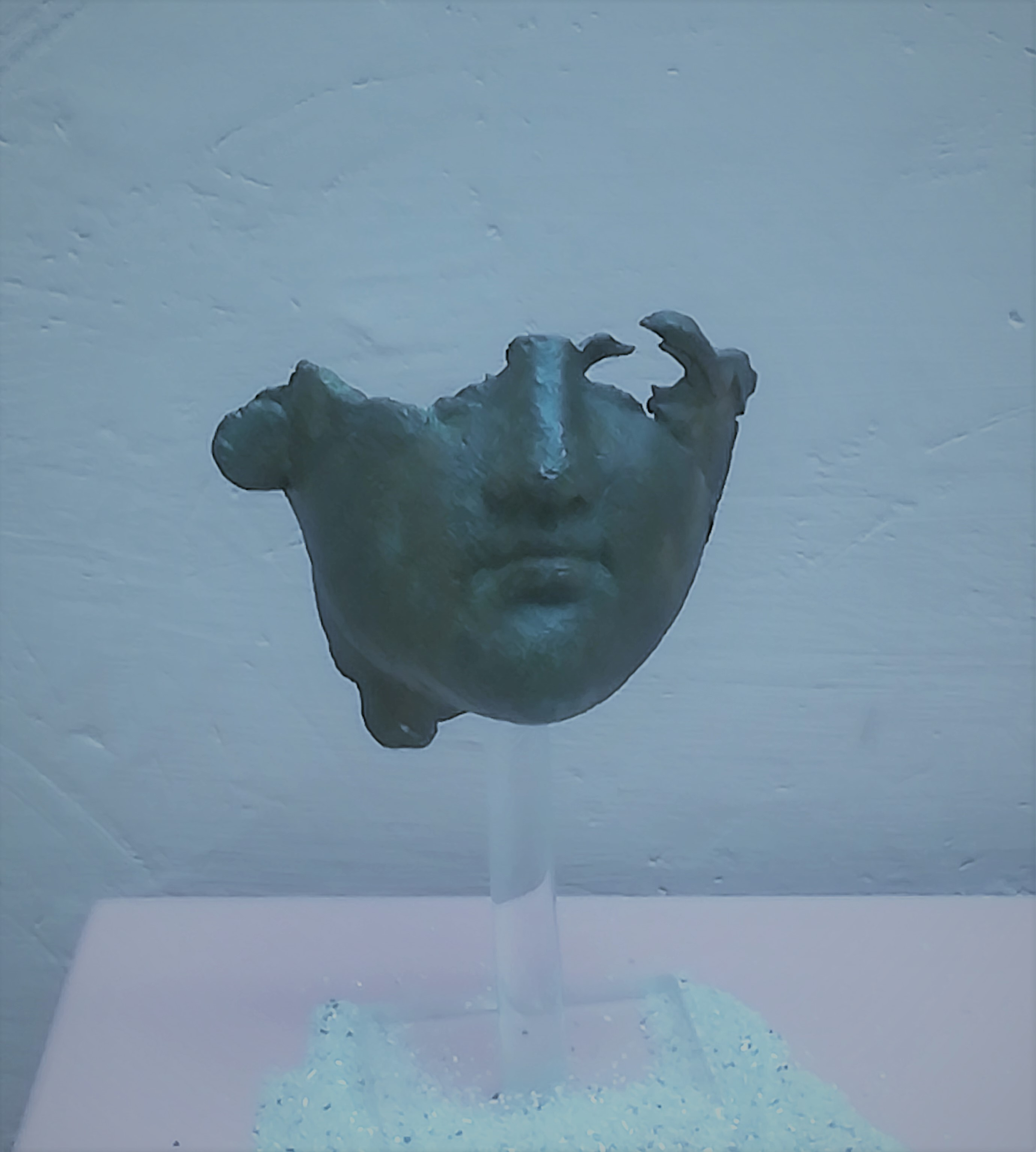
Volto in bronzo della dea Mefite, divinità venerata dagli antichi Lucani e nella Potentia romana, frammento conservato presso il Museo archeologico nazionale della Basilicata

L'origine della città è certamente antica, ma incerta: secondo alcuni storici, come riporta il Riviello, sarebbe pelasgica, sabellica o di stirpe italo-greca. Il comprensorio della città risulta abitato sin dall'VII secolo a.C. dall'antico popolo indigeno dei Peuketiantes, affini per tradizioni ed usanze alle popolazioni degli Iapigi e dei Peuceti. Tra il V e il IV secolo a.C. avvenne l'insediamento dei Lucani nella zona, che gradualmente si affermarono come l'etnia dominante del territorio. Una delle ipotesi più accreditate è che la città sia stata fondata proprio dai Lucani nel IV secolo a.C., come testimoniato dal ritrovamento di reperti archeologici dell'epoca.
Tale ipotesi sarebbe confermata dagli storici romani, secondo i quali Potenza rappresentò un centro importante per i Lucani, essendo una delle undici città-Stato cantonali della Lucania preromana, cinque delle quali comprese nel territorio dell'odierna Basilicata, che costituivano la federazione delle città di quell'antico popolo. Potenza sarebbe stata quindi anche la città-Stato lucana più vicina al santuario federale di Rossano, adibito al culto della Dea Mefite, ed ai centri di Braida e Serra, oggi facenti parte del comune di Vaglio.
Se nel IV secolo a.C. oscillarono, durante le guerre sannitiche, tra l'alleanza con i Sanniti e quella con i Romani, le popolazioni della zona di Potenza, come il resto dei Lucani, furono apertamente ostili nei riguardi della nascente supremazia di Roma a partire dal III secolo a.C., dato che nelle guerre pirriche si schierarono con i nemici di quest'ultima. Al termine di tale conflitto le popolazioni di Potenza e degli altri centri lucani divennero socii dei Romani, mantenendo però i loro usi ed istituzioni. Nonostante la sconfitta militare, vissero senza particolari ripercussioni fino alla seconda guerra punica, nella quale furono inizialmente alleati dei Romani, ma a seguito della rovinosa sconfitta nella battaglia di Canne passarono nel campo di Annibale. Dopo la battaglia del Metauro, nel corso della quale fu vinto e ucciso il fratello Asdrubale Barca, Annibale si ritira in Africa lasciando alla mercé di Roma le città e le popolazioni che lo avevano supportato, tra cui quelle della stessa Potenza. A partire dal II secolo a.C. quindi, a seguito delle guerre annibaliche, la Lucania ed il comprensorio della città entrano definitivamente nell'orbita di Roma e si assiste a una loro progressiva romanizzazione, che portò a una crescita dell'importanza del centro abitato potentino a discapito delle campagne circostanti. È a questo periodo che risalirebbe la fondazione della colonia romana di Potentia che, sebbene non si abbiano fonti certe che attestino l'ordinamento politico assunto dalla città, ebbe verosimilmente la condizione di civitas foederata, governata da un praefectus.

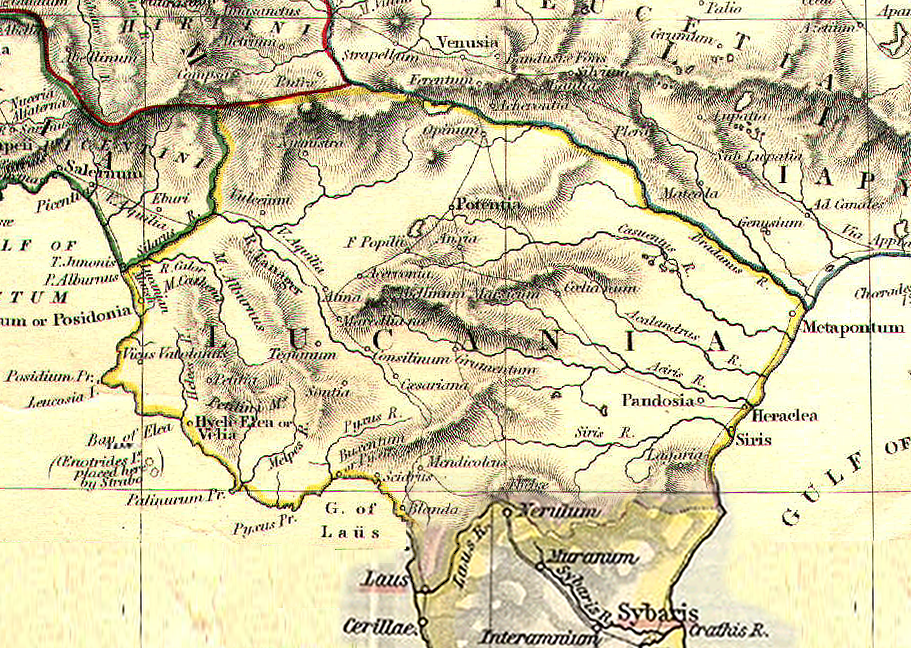
La città di Potentia all'interno della Lucania romana secondo The Historical Atlas di William R. Shepherd, 1911

Benché i Lucani presero parte alla guerra sociale nel I secolo a.C. per ottenere la cittadinanza romana, non ci sono evidenze sul coinvolgimento della città in tale conflitto a causa della scarsezza della documentazione storica del periodo; dalle testimonianze archeologiche si evince però che a partire dalla fine della guerra sociale si accentuò il processo di romanizzazione della zona. Successivamente, sempre nel I secolo a.C., durante la guerra civile romana combattuta tra le fazioni di Mario e Silla Potentia si schierò, con le altre popolazioni lucane e sannitiche, dalla parte di Mario; i primi potentini presero quindi verosimilmente parte alla decisiva battaglia di Porta Collina a seguito della quale si ebbe la vittoria finale di Silla, che si vendicò spietatamente di tutti i suoi oppositori: per quanto riguarda Potentia, fu imposta la distruzione delle mura e l'assegnazione di terre e case requisite agli abitanti ai veterani di Silla. La storia si ripeté con la successiva guerra civile romana tra Ottaviano e Marco Antonio, a seguito della quale la città, che si era schierata dalla parte del secondo, subì di nuovo devastazioni e confische a favore dei veterani di Ottaviano vittoriosi nella battaglia di Filippi. Alla tarda età repubblicana risalgono le prime informazioni precise circa lo status amministrativo di Potentia, che risulta essere un municipium assegnato alla tribù Pomptina, con un regolare apparato amministrativo comprendente un senato locale, ovvero l'ordo decurionum, quadrunviri, edili e questori. Nel I secolo d.C. Potentia ereditò il ruolo di centro di culto principale in Lucania della Dea Mefite e vi venne quindi eretto un tempio ad essa dedicato, in sostituzione del santuario federale di Rossano, ormai caduto in disuso. Tracce di questo culto sono rimaste nella toponomastica cittadina fino all'Ottocento, in cui l'attuale Piazza Martiri Lucani era denominata Largo Dea Mefite.
In età imperiale Potentia rimane una città relativamente ricca di magistrature imperiali e municipali. Nel III secolo d.C. l'amministrazione pubblica della città, identificata come Res Publicae Potentinorum, affrontò un periodo di dissesto finanziario, per far fronte al quale fu inviato un alto funzionario imperiale. L'economia della città, secondo le scarse fonti storiche disponibili, doveva fondarsi, oltre che sull'agricoltura e la pastorizia, anche sulla presenza documentata della corporazione degli asinai e dei mulattieri, il che ha fatto ipotizzare per Potentia la funzione di snodo carovaniero per l'antica Lucania, anche considerando la posizione geografica e strategica della città, che durante la dominazione romana fu collegata, con l'apertura di strade militari, a molti centri limitrofi quali Oppidum, Venusia, Anxia e Grumentum.
Durante il periodo tardo-imperiale, precisamente tra il 280 d.C. ed il 300 d.C., venne costruita, per volere degli imperatori Diocleziano e Massimiano Erculeo, la via Herculea, importante strada che collegava Potentia con Grumentum e Venusia. Potentia costituisce nel periodo tardo-antico, anche grazie ai nuovi collegamenti stradali realizzati dall'impero, uno dei primi nuclei del nascente cristianesimo lucano: è infatti il potentino Erculenzio il primo vescovo lucano di cui si abbia notizia certa, nel 495, così come la chiesa ritenuta la più antica della regione, ovvero la Cattedrale di Potenza, la cui prima costruzione risale al periodo compreso tra il IV e il V secolo, analogamente alla chiesa di San Michele.

## Medioevo
(Eustachio da Matera, Planctus Italiae, 1270)

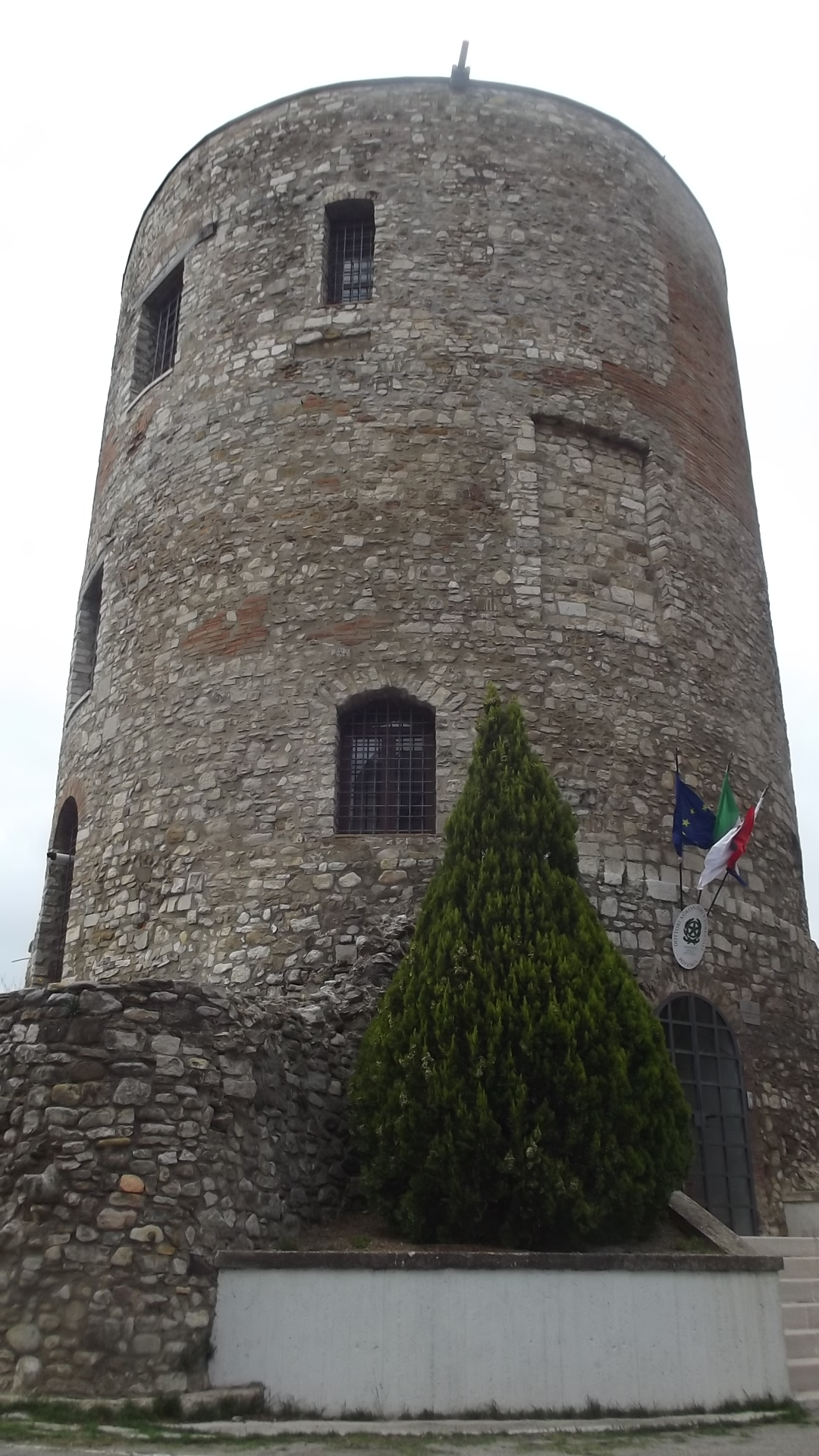
La Torre Guevara, ultimo resto del castello di Potenza, risalente all'Alto Medioevo

La città seguì poi le vicissitudini dell'impero fino alla sua decadenza: saccheggiata dai Visigoti nel 412 nei primi secoli dell'Alto Medioevo dovette risentire della crisi causata dalle invasioni barbariche e dalla caduta dell'impero, tanto che le fonti relative alla vita cittadina di quel periodo sono scarse. Tra il V ed il VI secolo l'abitato della città doveva già essere racchiuso da mura fortificate, per far fronte alla crisi dei centri urbani ed alle minacce di eventuali invasioni. Conquistata da parte dei bizantini al termine della guerra greco-gotica, sempre nel VI secolo, a seguito dell'invasione dei Longobardi in Italia, entrò a far parte del Ducato di Benevento prima e del Principato di Salerno poi. Durante la dominazione longobarda è attestata l'istituzione a Potenza di una contea e del primo conte di Potenza, Indulfo, nell'803; all'epoca longobarda risale probabilmente anche la costruzione dell'attuale edificio della chiesa di San Michele Arcangelo. Tra il 700 e il 1000 Potenza ebbe un importante ruolo dal punto di vista religioso, rappresentando per la Chiesa romana l'ultimo baluardo meridionale, a causa della diffusione che aveva avuto la Chiesa di rito greco nel resto della regione e del Sud Italia dovuta alla dominazione bizantina. Tra il IX ed il X secolo fu necessario ricostruire le fortificazioni cittadine, essendo Potenza coinvolta nelle guerre tra Longobardi e Bizantini per il possesso del Sud Italia, ma anche a causa del terremoto che nel 990 distrusse la città. Tra i secoli XI e XII iniziò e si concluse la conquista normanna dell'Italia meridionale, a seguito della quale tutto il Mezzogiorno venne riunito nel Regno di Sicilia; in quel periodo le scorrerie dei saraceni minacciarono anche una zona come quella di Potenza, lontana dalle coste e arroccata sui contrafforti dell'Appennino all'interno: ne sarebbe testimonianza una località denominata fino all'inizio del XIX secolo Campo saraceno, che a detta degli storici locali conservava nel nome il ricordo delle incursioni arabe, sebbene la città non venne mai da essi conquistata.
Il periodo normanno fu ricco per Potenza di importanti avvenimenti; la città ospitò infatti in due occasioni illustri protagonisti della politica internazionale dell'epoca: nel 1137 al tempo di Ruggero II di Sicilia vennero accolti in città Papa Innocenzo II e l'imperatore Lotario II; nel 1149 re Ruggero II vi ricevette Luigi VII di Francia, liberato a opera della flotta normanna dalle mani dei saraceni mentre ritornava da una sfortunata spedizione in Terra santa. Sin dai primi anni del XII secolo la città rivestiva particolare importanza come sede vescovile: era infatti sede di raccolta dei Crociati in partenza per il Medio Oriente.

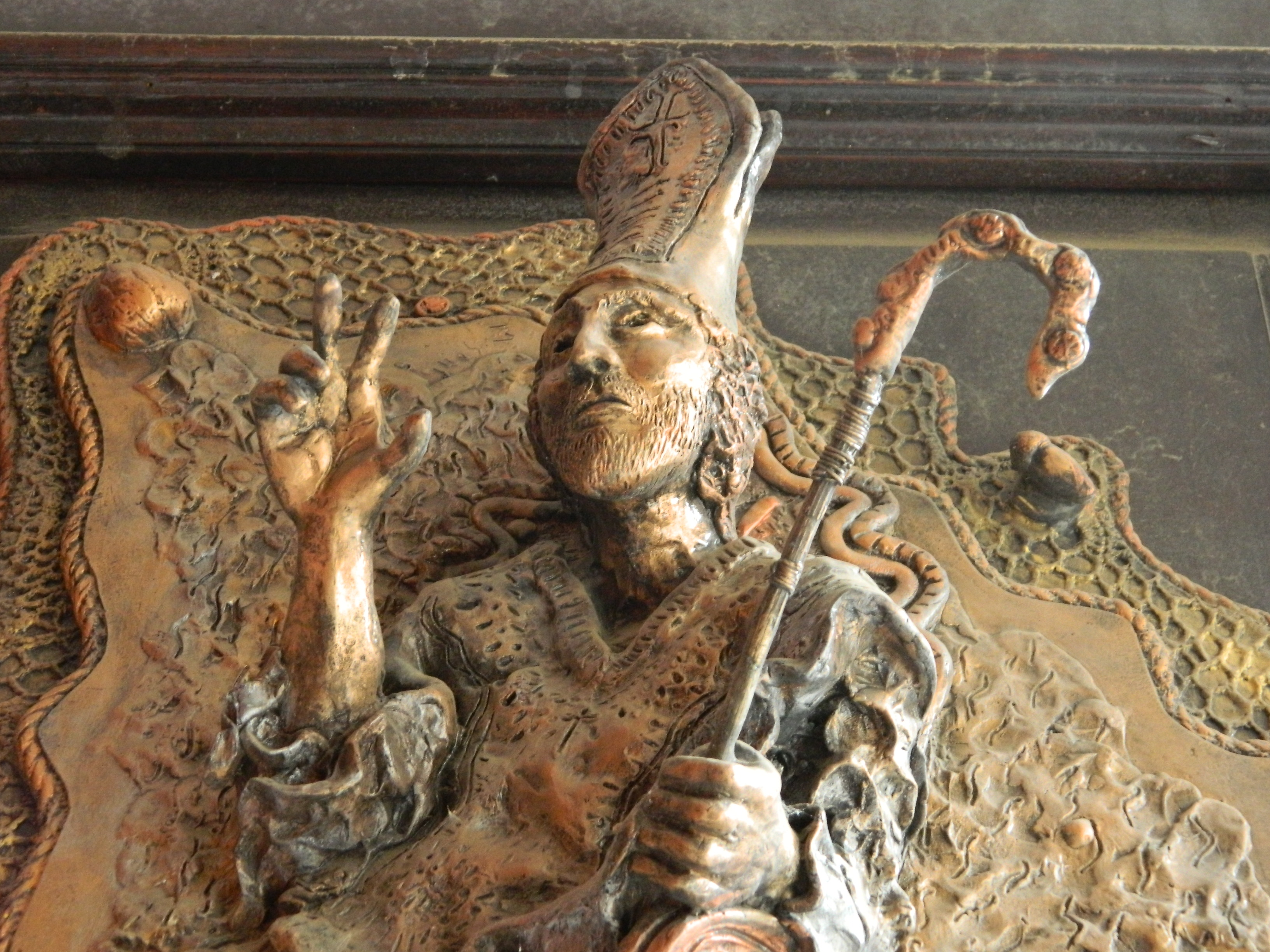
Raffigurazione scultorea di Gerardo Della Porta, patrono di Potenza, vescovo della città dal 1111 al 1119, proclamato santo dalla Chiesa cattolica nel 1120

Altro importante evento fu la nomina a vescovo di Gerardo Della Porta, originario di Piacenza, che mantenne la carica vescovile di Potenza dal 1111 al 1119, fu santificato nel 1120 ad un anno dalla morte ed in seguito nominato patrono della città. Il ruolo svolto dal vescovo Gerardo fu importante anche per la cultura e l'istruzione della popolazione: a lui è attribuita l'istituzione a Potenza durante il suo magistero di una scuola di grammatica e teologia, dove egli stesso avrebbe diffuso questi insegnamenti soprattutto tra i giovani del luogo, peraltro in forma gratuita, divenendo così uno dei fondatori della tradizione culturale della città. Secondo studi di carattere linguistico, che mancano tuttavia di una conferma negli eventi storicamente accertati, sarebbe avvenuta in questo periodo storico (prima metà del XII secolo) una massiccia immigrazione nella zona di Potenza e dei comuni limitrofi di genti provenienti dal Nord Italia, in particolare dall'area compresa tra Piemonte e Liguria, spiegando così l'origine dei dialetti galloitalici di Basilicata, che presentano diverse similitudini con i dialetti dell'Italia settentrionale. Tali migrazioni sarebbero state motivate dalle cattive condizioni economiche delle regioni di origine a quel tempo, nonché a motivazioni religiose: gruppi di eretici catari cercarono verosimilmente scampo alle persecuzioni spostandosi in Basilicata, similmente a quanto avvenuto in Sicilia. L'invio del vescovo Gerardo a Potenza potrebbe quindi essere stato un tentativo della Chiesa di Roma di far fronte alla diffusione dell'eresia, riconducendo i fedeli alla dottrina ufficiale. Questa tesi viene però messa in dubbio, oltre che dall'assenza di documentazione storica a suo supporto, dal fatto che l'eresia catara viene menzionata per la prima volta con tale nome solo nel 1163 da parte di Ecberto di Schönau, e tutti gli eventi storici salienti relativi ai catari, comprese le persecuzioni, siano avvenuti in un periodo successivo alla morte del Santo. Secondo Nicola Sole il Vescovo Gerardo non venne inviato a Potenza per perseguitare gli eretici, ma perché volle partecipare al movimento di riforma del clero attuata dai Papi dell’XI secolo per eliminare la simonia ed il concubinato, che portò in quegli anni molti ecclesiastici dal Nord Italia verso le Chiese meridionali da riformare; egli fu probabilmente avvantaggiato dal fatto che diversi membri dei Della Porta si erano già stabiliti in Lucania prima del suo arrivo.
Durante il XII secolo vi furono effettivamente dei trapianti di nuclei di popolazione altoitaliana in Sicilia e in Basilicata, su richiesta della monarchia normanna, per motivazioni strategiche differenti: mentre in Sicilia i nuovi padroni normanni vollero ripopolare i centri ritenuti strategici con popolazioni a loro fedeli per controbilanciare la ancor numerosa presenza araba, in Basilicata si trattava di controllare aree di approdo come il golfo di Policastro o importanti direttrici terrestri come la via che portava da Napoli a Taranto, passando per Potenza; ciò venne fatto concedendo alcuni feudi a nobili di origine aleramica, provenienti dalla zona del Monferrato, fedeli ai re normanni.
Con le nozze di Costanza d'Altavilla, ultima erede dei Normanni, con Enrico VI, figlio del Barbarossa, iniziò per il Regno di Sicilia il periodo della dinastia degli Svevi; Potenza restò fedele a tale dinastia anche dopo la presa del potere da parte di Carlo I d'Angiò a seguito della battaglia di Benevento del 1266 e della battaglia di Tagliacozzo del 1268. Per questa ragione nello stesso 1268, subito dopo l'avvento degli Angioini, assieme alle altre città che avevano parteggiato per gli Svevi, Potenza fu soggetta alla punizione e all'ira del vincitore, che per mano del conte di Belcastro e di Ruggero II Sanseverino, conte di Marsico, fece radere al suolo le mura, mentre molti capi della fazione ghibellina, favorevole agli Svevi, vennero assassinati dai membri della fazione guelfa, filo-angioina, e dal popolino inferocito per il timore di ulteriori ripercussioni degli angioini sulla città. L'episodio della guerra civile di Potenza tra guelfi e ghibellini venne descritto dal poeta lucano Eustachio da Matera nella sua opera Planctus Italiae, che contiene i versi più antichi, nella letteratura romanza, in cui si trovi riferimento a fatti storici ed il cui il frammento più lungo è proprio quello dedicato alla distruzione di Potenza:
(Eustachio da Matera, Planctus Italiae, 1270)

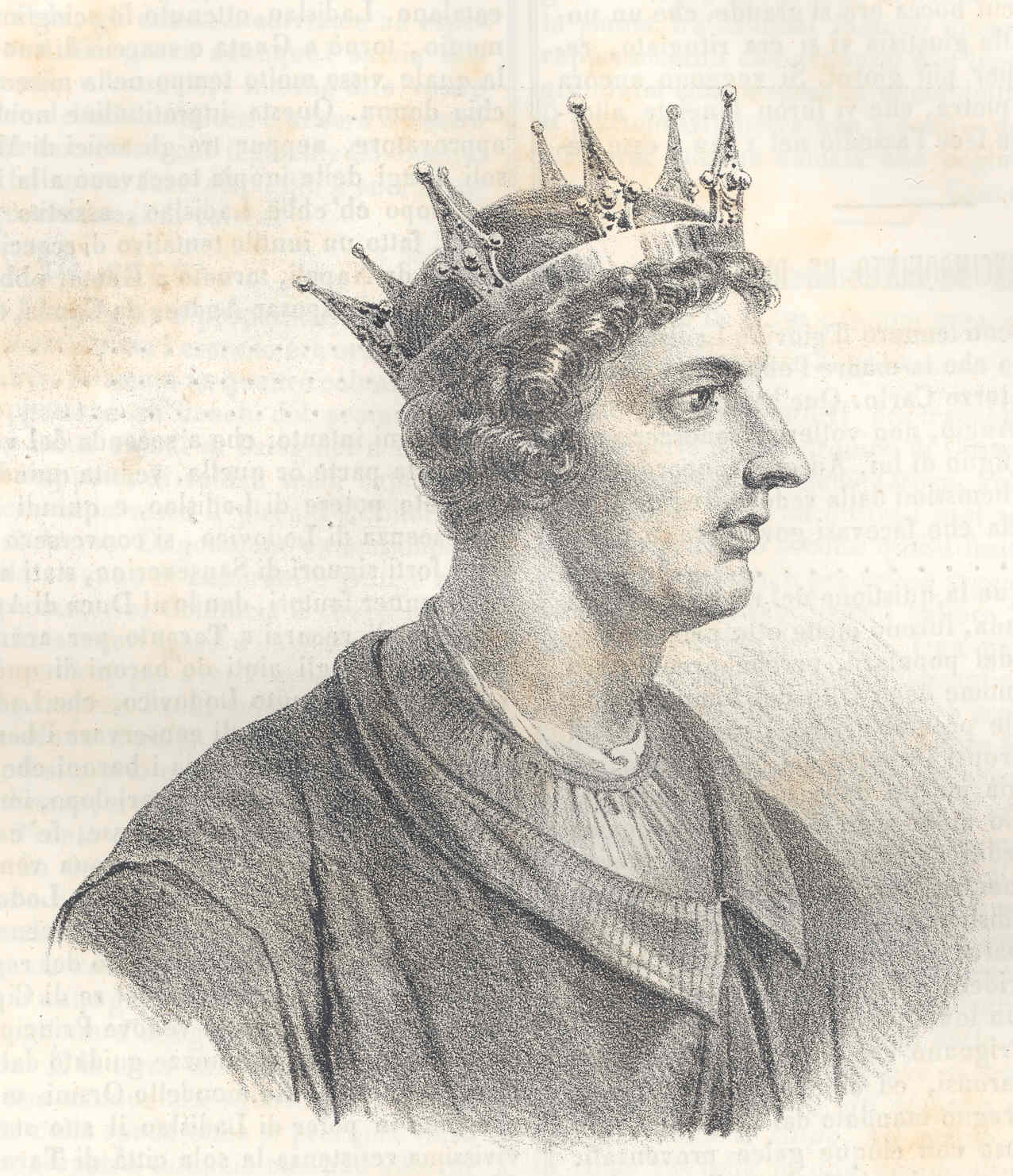
Ladislao I d'Angio, re di Napoli, assediò Potenza durante la lotta per il trono contro Luigi II d'Angiò, ma interruppe le ostilità con la città nel 1399

Ai danni subiti a causa del conflitto si aggiunsero quelli dovuti al devastante terremoto del 18 dicembre 1273.
Durante il regno angioino, in particolare nella prima metà del XIV secolo, la città passò di mano più volte tra i vari feudatari del re e fu in seguito coinvolta nelle guerre dinastiche che travagliarono questo periodo storico: Ladislao I di Napoli, che contendeva il regno a Luigi II d'Angiò, assediò la città, alla quale però usò clemenza il 10 aprile 1399 emanando il decreto reale in campo Felia prope Potentiam, rendendola per qualche tempo città regia, sollevandola dalla dipendenza feudale. Per la città perdurò la discontinuità politica anche negli anni del passaggio dalla dinastia angioina a quella aragonese (1382 - 1443), periodo nel quale la famiglia nobiliare dei Sanseverino cercò di mantenere senza successo il possesso della città, dato che re Ladislao ne vendette il titolo comitale nel 1405 e lo stesso fece più volte, a partire dal 1423, la sorella Giovanna, che successe al fratello al trono degli Angiò nel 1414. Tra i vari feudatari che ebbero la giurisdizione della città si annovera anche a partire dal 1427 Francesco Sforza, futuro duca di Milano, che ne cedette presto il possesso al cugino Michele Attendolo da Cotignola.
Potenza trovò una nuova continuità amministrativa solo con l'avvento dei re aragonesi sul trono del Regno di Napoli, con la nomina a conte di Innico de Guevara nel 1435 da parte del nuovo re Alfonso, che tolse la città agli Sforza, sebbene il territorio della città e gli altri possedimenti assegnati al Guevara non fossero stati ancora completamente sottratti agli angioini, ragion per cui il reale inizio del governo dei Guevara è attestato al 1444. La dinastia dei Guevara governerà la città continuativamente per 160 anni, esprimendo sei conti di Potenza e dando vita ad un vasto programma di opere pubbliche militari, religiose e civili, oltre a stabilirvi la loro sede personale ed affettiva.

## Età moderna
Nel XV secolo la famiglia Guevara fece eseguire numerosi interventi di edilizia urbana: fu ricostruito il convento e la chiesa di Santa Maria del Sepolcro, il chiostro di San Francesco, il palazzo del Seggio e quello comitale (oggi Palazzo Loffredo) e venne anche costruito un nuovo acquedotto, nel 1453, per volere della marchesa de Guevara, moglie di Innico. Ad Innico de Guevara successero il figlio Antonio, secondo conte di Potenza e anche Viceré del Regno di Napoli per breve periodo, e quindi il nipote Giovanni, che quale terzo conte di Potenza partecipò dalla parte degli aragonesi alle guerre contro Carlo VIII e Luigi XII, distinguendosi per il suo valore militare. I Guevara allacciarono rapporti con alcune delle principali dinastie nobiliari del Nord Italia che furono protagoniste del Rinascimento, quali gli Sforza e i Borromeo di Milano e i Gonzaga di Mantova e sebbene il loro operato non fu paragonabile a quello dei principi rinascimentali nelle città dell'Italia centro-settentrionale, essi furono sempre partecipi alle vicende della città. Nell'ambito delle successive lotte di predominio tra francesi e spagnoli per la divisione del Regno di Napoli, nel 1501 Potenza fu scelta come sede della Conferenza di Pace per negoziare un accordo tra le due parti, da tenersi nel 1502 con la partecipazione del Viceré spagnolo Consalvo de Cordova e Luigi d'Armagnac, duca di Nemours; all'evento si presentò però la sola aristocrazia francese ma non quella spagnola, facendo quindi riprendere dopo breve tempo le ostilità fino alla battaglia di Cerignola del 1502. A partire dalla seconda metà del Cinquecento la situazione delle finanze cittadine si aggravò e peggiorò progressivamente nei successivi decenni, a causa della povertà diffusa tra la popolazione e la scarsa produttività delle colture impiegate in agricoltura. La crisi economica costrinse quindi l'amministrazione cittadina ad indebitarsi sempre più, anche a causa delle occasionali carestie, delle spese per l'alloggiamento delle compagnie militari spagnole, dei frequenti donativi ai feudatari. Tale situazione di dissesto economico perdurò con il passaggio della città dalla famiglia Guevara alla famiglia Loffredo, all'inizio del Seicento.
Nel 1604, infatti, Alfonso de Guevara, sesto conte di Potenza, unì in matrimonio sua figlia Beatrice ad Enrico Loffredo, marchese di Sant'Agata e di Trevico: con questo evento la città, che costituiva la dote nuziale, passò alla famiglia dei Loffredo, antico casato di presumibile origine normanna che ne manterrà il possesso per 202 anni, fino alla definitiva eversione della feudalità. Si deve alla contessa Beatrice e a suo figlio Carlo Loffredo la donazione dell'antico castello cittadino all'ordine dei frati Cappuccini nel 1612, al fine di utilizzarlo per l'assistenza ai malati ed agli infermi, costituendo così il primo nucleo del futuro ospedale San Carlo. Il governo dei Loffredo, in particolare quello del conte Francesco, è ricordato soprattutto per la ferrea opposizione di questa famiglia al trasferimento a Potenza della sede del tribunale della Regia Udienza provinciale di Basilicata, che divenne autonoma rispetto a quella di Salerno a partire dal 1642; questa istituzione, infatti, rappresentava gli interessi del Re e tutelava il rispetto della legge del sovrano, quindi la sua presenza avrebbe limitato l'influenza ed il potere del feudatario sulla città. Per tale ragione Potenza fu sede della Regia Udienza provinciale di Basilicata solo nel 1645 e in seguito dal 1651 al 1659, mentre a partire dal 1663 la sede di tale istituzione, che corrispondeva all'epoca ad un ruolo di capoluogo amministrativo, venne definitivamente stabilita a Matera, dopo essere stata trasferita in diversi centri della regione tra cui Stigliano, Tolve, Tursi e Vignola (attuale Pignola). Il Seicento a Potenza fu caratterizzato anche dalle continue dispute tra i conti Loffredo e la comunità cittadina ed il clero per l'ottenimento, da parte di questi ultimi, di maggiori libertà politiche ed amministrative, nel tentativo di svincolarsi dall'opprimente potere feudale.

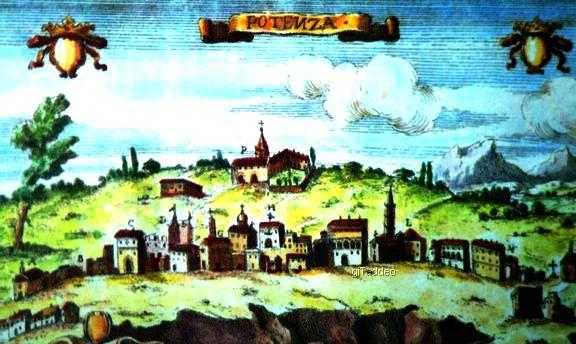
Potenza tra fine XVII e inizio XVIII secolo in un'incisione da Il Regno di Napoli in prospettiva di Giovan Battista Pacichelli

Nel biennio 1647-1648, come molte città e province del Sud Italia, sulla scia della rivolta di Masaniello scoppiata nella città di Napoli, anche Potenza fu sconvolta dai moti di intolleranza popolare antifeudali contro il malgoverno spagnolo, durante i quali fu dato alle fiamme il palazzo comitale ed il conte stesso fu costretto a fuggire temporaneamente da Potenza. Il violento terremoto del 1694 provocò ingenti danni alla città, contribuendo a peggiorarne la difficile situazione economica e sociale. Alla seconda metà del Seicento risale la prima opera storica dedicata alla città, ovvero il manoscritto Istoria della Città di Potenza, realizzato dal presbitero e storico Giuseppe Rendina, verosimilmente in una data compresa tra il 1666 e il 1673.
Le difficoltà economiche per Potenza perdurarono nel XVIII secolo, anche con il passaggio del Regno di Napoli prima dagli spagnoli agli Asburgo d'Austria nel 1713 e poi ai Borbone, nel 1734, sotto il cui governo la città divenne sede di ripartimento, soppiantando Tricarico. Gli introiti dell'amministrazione erano infatti troppo esigui rispetto alle spese che dovette affrontare, anche dovute a continue calamità e disastri naturali, quali l'epidemia del 1745, le crisi alimentari del 1755 e del 1757 e la grave pestilenza del 1764. Inoltre, anche durante tutto il Settecento proseguirono gli scontri politici tra la famiglia dei conti Loffredo, gli organi amministrativi della città ed il ceto borghese, che anche a Potenza si andava ingrandendo e consolidando come nel resto d'Europa, reclamando di conseguenza con sempre maggiore forza l'abolizione o la riduzione dei privilegi degli antichi feudatari, che molto spesso danneggiavano gli interessi della comunità.
(Leonardo Sinisgalli, Belliboschi, Dormire a Potenza, 1948)

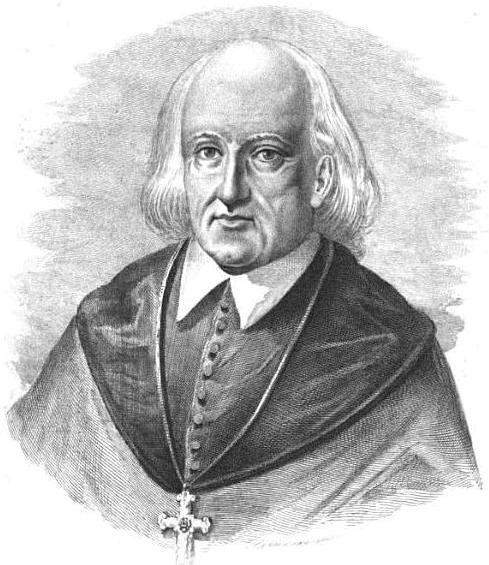
Il vescovo di Potenza Giovanni Andrea Serrao, eminente intellettuale ed esponente della Repubblica Napoletana del 1799

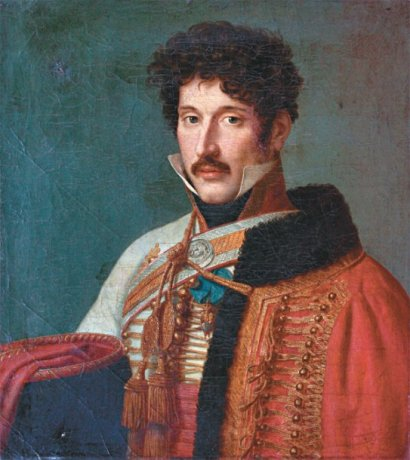
Charles Antoine Manhès, generale che per le sue azioni di contrasto al brigantaggio fu soprannominato "lo sterminatore", pose il suo quartier generale a Potenza durante il decennio francese (dipinto di Andrea Appiani)

Nel 1799, a seguito della conquista francese del Regno di Napoli da parte del generale Championnet, Potenza fu, dopo Napoli, la città del Regno dove la rivoluzione giacobina emerse con più forza: in città ci furono manifestazioni popolari contro il re Ferdinando e venne innalzato l'albero della libertà nella piazza principale, a simboleggiare l'adesione alla neonata Repubblica Napoletana. Prese parte attiva alla rivoluzione anche l'allora vescovo della città Giovanni Andrea Serrao, illustre intellettuale dell'epoca ed esponente del giansenismo meridionale, tanto da benedire egli stesso l'albero della libertà e da essere anche nominato Commissario Civile a Potenza durante la breve vita della Repubblica. La città dal punto di vista amministrativo divenne un cantone del dipartimento del Bradano retto dal commissario governativo Nicola Palomba e fu poi sconvolta dalle lotte tra i giacobini repubblicani e i sanfedisti fedeli alla monarchia, nelle quali persero la vita eminenti personalità che avevano appoggiato la causa della rivoluzione, tra cui lo stesso Serrao, barbaramente ucciso insieme ad altre vittime il 24 febbraio 1799 nella sua abitazione a Potenza da una banda di reazionari, i quali esposero le teste mozzate delle vittime per indurre la popolazione all'omertà sull'accaduto. In risposta all'omicidio del vescovo i giacobini potentini trucidarono tre giorni dopo diciannove dei suoi assassini. L'assassinio di Serrao e la conseguente vendetta suscitarono scalpore a Parigi, dove nell'Assemblea Nazionale venne celebrato solennemente il martirio del prelato ed Henri Grégoire condannò fermamente l'accaduto, mentre Alexandre Dumas tratterà la vicenda in alcuni dei suoi romanzi. Il fallimento della rivoluzione del 1799 ebbe un tragico epilogo, con le truppe del generale monarchico Curcio che occuparono Potenza il 18 maggio sottoponendola ad incendi e saccheggi, mentre i superstiti tra i rivoluzionari vennero perseguitati da una violenta azione repressiva che comportò arresti ed esecuzioni. Molti dei ricercati riuscirono però a fuggire, tra i quali si ricordano i fratelli Basileo e Nicola Addone, che ripararono in Francia per poi tornare in Basilicata nel 1806 al seguito dell'Armata d'Italia, in cui si erano arruolati.
Dopo alcuni anni di restaurazione del regime borbonico, proprio il 1806 segnò una svolta nella storia della città e del Mezzogiorno d'Italia: le truppe francesi di Napoleone Bonaparte conquistarono nuovamente il Regno di Napoli, questa volta in maniera completa, e i nuovi governanti diedero avvio ad un processo di modernizzazione civile, economica e sociale di tutto il territorio, che coinvolse anche Potenza in maniera incisiva. Nello stesso 1806, infatti, il nuovo governo di Giuseppe Bonaparte decise lo spostamento del capoluogo della provincia di Basilicata da Matera a Potenza, sia per motivi di riorganizzazione territoriale ed amministrativa dell’intera provincia, dato che il nuovo capoluogo era più vicino e meglio collegato a Napoli rendendo così meno periferico, e perciò meglio governabile, l’intero territorio regionale, sia per il ruolo svolto dalla città durante i moti rivoluzionari del 1799. Durante i regni di Giuseppe Bonaparte e del suo successore Gioacchino Murat venne realizzata una vasta opera di miglioramento della città, per consentirle di espletare al meglio il ruolo di capoluogo: venne rivoluzionato l'impianto urbanistico dell'antica città medievale, con l'intenzione di creare attorno alle nuove piazze da realizzare appositamente, quali largo dell'Intendenza, piazzetta della Trinità, piazza Sedile, i nuovi centri della vita pubblica e democratica; vennero espropriati alcuni edifici religiosi ed alcune proprietà dell'ex feudatario Loffredo, che ormai aveva perduto i suoi privilegi a seguito della definitiva eversione della feudalità nel 1806, per far posto alle sedi delle istituzioni provinciali quali l'Intendenza, i tribunali e le carceri; venne fondato l'Ospedale San Carlo; venne infine dato il via ad un vasto programma di opere pubbliche per il miglioramento del decoro urbano e delle infrastrutture viarie; la nuova amministrazione non riuscì tuttavia a portare a termine tutti gli interventi pianificati (la piazza dell'Intendenza, ad esempio, verrà realizzata solo nel 1844, ben dopo il periodo napoleonico). Il governo francese si impegnò attivamente anche per contrastare la piaga del brigantaggio, soprattutto attraverso le azioni di polizia del generale Charles Antoine Manhès che, dopo aver combattuto i briganti in Cilento, in Abruzzo e in Calabria venne inviato in Basilicata e stabilì il suo quartier generale a Potenza nel 1811. Il generale francese riuscì a catturare e giustiziare i principali briganti della zona, ovvero Taccone, che era stato anche capace di penetrare in città e terrorizzarne la popolazione, e Quagliarella, pacificando temporaneamente la regione.
Potenza venne confermata città capoluogo della Basilicata anche alla fine del periodo napoleonico: nel 1815 il trattato di Casalanza sancì infatti il ritorno sul trono del Regno, che assunse dal 1816 in poi la denominazione di Regno delle due Sicilie, della dinastia dei Borbone, ponendo fine al decennio francese.
Il terremoto del 1857 distrusse ancora una volta gran parte della città, aprì nuove tremende ferite e raffreddò notevolmente le attività e le trame dei patrioti e solo due anni dopo le cospirazioni antiborboniche iniziarono a riallacciarsi in modo concreto, tanto che l'anno successivo dopo lo sbarco di Garibaldi nel continente cominciava la dissoluzione delle truppe borboniche, comandate da ufficiali vecchi e incapaci e già si iniziava a intravedere in modo tangibile un processo di inevitabile disgregazione del Regno delle Due Sicilie: il 18 agosto 1860 la città si sollevava in armi e veniva proclamato un Governo Prodittatoriale presieduto da Giacinto Albini.

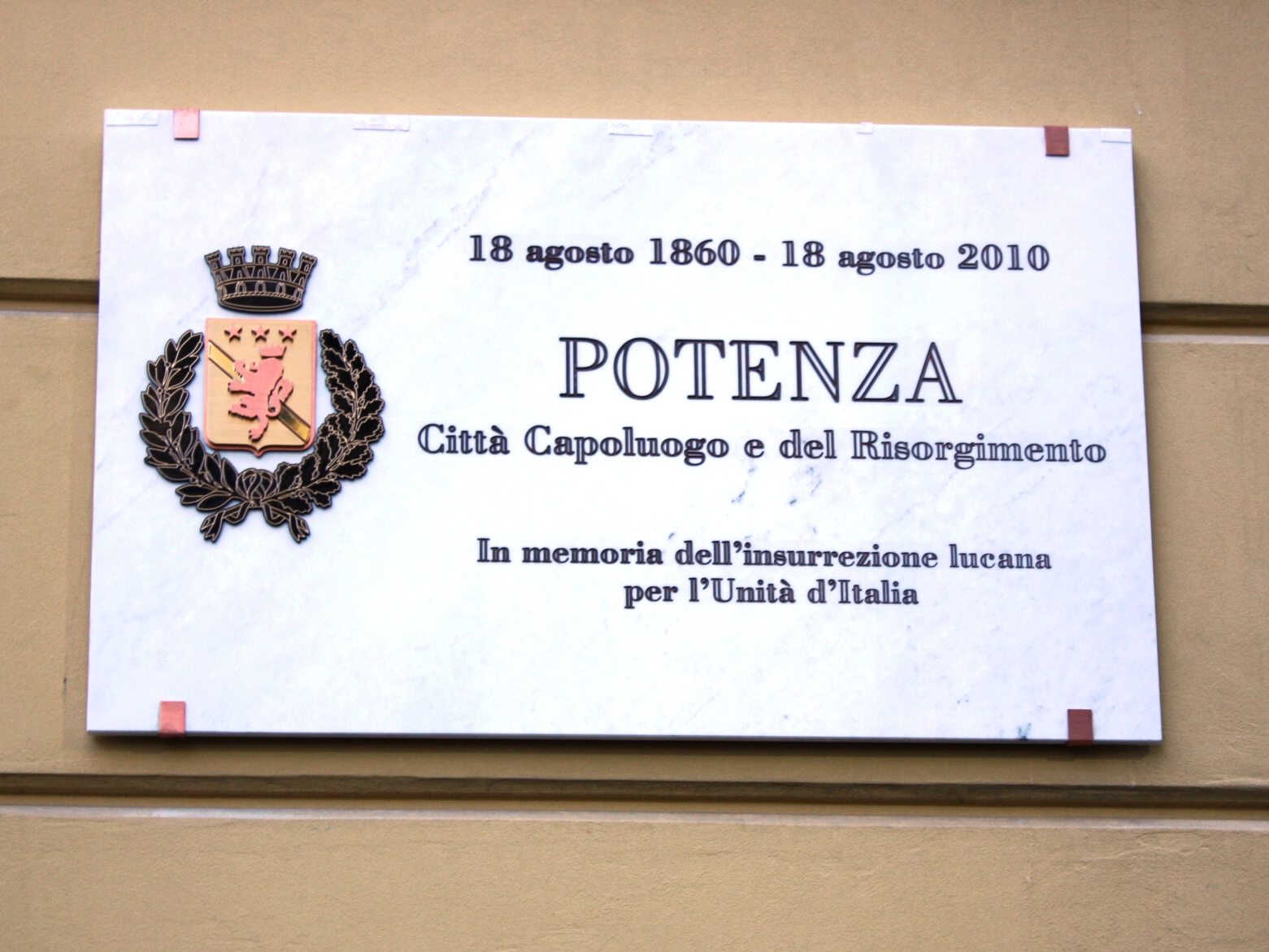
Targa commemorativa dell'insurrezione lucana del 18 agosto 1860 a Potenza

## Età contemporanea
Il brigantaggio postunitario, dilagato nel Sud subito dopo l'Unità d'Italia, alimentato da correnti filoborboniche nella speranza di una restaurazione e sostenuto dalle tradizionali ragioni di scompenso sociale, dalla miseria, dall'impoverimento e dall'incapacità dei nuovi governanti italiani a comprendere i veri problemi delle classi oppresse del Mezzogiorno, colpì molti centri dell'entroterra, ma tenne fuori ancora una volta la città di Potenza dagli avvenimenti più cruenti, anche se la maggior parte delle direttive operative e strategiche della repressione furono coordinate e attuate proprio nel capoluogo della provincia. La città, comunque, visse, a livello culturale e sociale, un netto "resettaggio" rispetto al periodo borbonico, con la progressiva scomparsa del suo carattere contadino, come registrato nelle poesie del poeta vernacolare Raffaele Danzi e nella cronaca del canonico Raffaele Riviello.
Gli anni successivi del Regno d'Italia fino alla prima guerra mondiale furono caratterizzati da lotte politiche condotte sempre in uno spirito di rispetto e correttezza anche se appassionate ed accese in duelli polemici legati alle personalità più rappresentative degli uomini che ne furono protagonisti.
Le vicende che nel primo dopoguerra tanto travagliarono non solo le città del Nord, ma anche molte città del Sud, anche di regioni limitrofe e che alla fine portarono all'avvento del fascismo al potere, videro la città di Potenza distinta per moderazione, mentre anche il secondo conflitto mondiale richiese alla città un tributo di molte vite umane e provocò lutti come all'inizio del settembre 1943, quando alcuni bombardamenti aerei, effettuati allo scopo di tagliare le comunicazioni stradali e ferroviarie che consentivano l'afflusso delle truppe tedesche alle zone dello sbarco alleato, costarono alla città molte vittime e portarono alla distruzione anche da parte dei contingenti in arrivo dall'area di Laurenzana, con i pochi obiettivi militari esistenti, di molte costruzioni civili, private e pubbliche, tra le quali l'ospedale San Carlo e la Cattedrale.
Nel dopoguerra, con la ricostruzione delle devastazioni apportate dal conflitto e l'affermazione del boom economico iniziava anche per Potenza la espansione urbana e la crescita di nuovi poli di sviluppo civile e sociale, testimoniati anche dalla fioritura culturale, con poeti come Vito Riviello e studiosi come Tommaso Pedio, anche se questa crescita avviava la progressiva scomparsa di molte testimonianze del passato di questa città e uno sviluppo edilizio mai del tutto regolamentato, aggravati dal terremoto del 23 novembre 1980 di magnitudo 6.9 che provocò notevoli danni con un bilancio di 12 morti, 50 feriti e 4.000 sfollati. Gli anni successivi al terremoto furono in effetti caratterizzati da una lenta e difficile ricostruzione.
A partire dal 1995 venne introdotta, come nel resto dei comuni d'Italia, l'elezione diretta del sindaco da parte dei cittadini. Nel 2014 viene eletto Dario De Luca, primo sindaco della storia della città appartenente ad uno schieramento politico di centrodestra, mentre nel 2019 viene eletto Mario Guarente, primo sindaco di un capoluogo di regione del Mezzogiorno d'Italia ad appartenere alla Lega Nord.